# Pompeo Magno
Il Pompeo Magno (título original en italiano; en español, Pompeyo Magno) es una ópera (dramma per musica) en tres actos con música de Francesco Cavalli y un libreto de Nicolò Minato. La ópera se estrenó en el Teatro San Salvatore de Venecia el 20 de febrero de 1666. 

## Personajes
| Personajes                                | Tesitura | Reparto del estreno, 20 de febrero de 1666 (Director: - ) |
| ----------------------------------------- | -------- | --------------------------------------------------------- |
| Pompeo (Pompeyo)                          | alto     |                                                           |
| Sesto (Sexto), su hijo                    | soprano  |                                                           |
| Mitridate (Mitrídates), rey del Ponto     | tenor    |                                                           |
| Issicratea (Hipsicratea), reina del Ponto | soprano  |                                                           |
| Farnace (Farnaces), su hijo               | soprano  |                                                           |
| Harpalia, 'su esclava                     | soprano  |                                                           |
| Cesare (César)                            | bajo     |                                                           |
| Claudio (Claudio), su hijo                | tenor    |                                                           |
| Giulia (Julia), su hija                   | soprano  |                                                           |
| Servilio (Servilio), su amante            | soprano  |                                                           |
| Crasso (Craso)                            | tenor    |                                                           |